# Joshua Cohen
Joshua Cohen, född 1951, är en politisk filosof och professor i statsvetenskap och filosofi vid Stanford University. Mycket av hans arbete kretsar kring rättsfilosofi, politisk filosofi, demokratisk teori (särskilt deliberativ demokrati) och global rättvisa. Han utbildades på Yale University och Harvard University, där han avlade doktorsexamen med John Rawls som handledare.

## Filosofi

### Deliberativ demokrati
Cohen är en av de mest framträdande företrädarna för så kallad deliberativ demokrati. I artikeln Deliberation and Democratic Legitimacy från 1989 redogör han för den ideala bilden av en deliberativ demokrati. Deliberation betyder överläggning, vilket antyder vad för slags demokrati det rör sig om. Cohen definierar det som en sammanslutning vars verksamhet styrs av dess medlemmars offentliga överläggande. Enligt Cohen har denna slags demokrati ett egenvärde och är den yttersta källan till politisk legitimitet.
Cohen presenterar för det första en rent formell bild av den ideala deliberativa demokratin. För att göra det mer konkret och lättfattligt visar han sedan vilka substantiella konsekvenser detta får, i den ideala deliberativa processen, det vill säga en konkret modell för alla demokratiska institutioner. Den formella bilden av den ideala deliberativa demokratin har fem huvuddrag:
1. Den uppattas som evig, vilket exempelvis utesluter interimsregeringar.
2. Överläggningen uppfattas som källan till dess legitimitet.
3. Det råder en pluralism vad gäller livsmål, preferenser och övertygelser.
4. Besluten måste manifestera överläggningarna; det måste finnas tydliga kopplingar mellan dessa så att beslutsfattandet upplevs som reellt.
5. Medborgarna erkänner varandras deliberativa färdigheter.

Efter dessa fem principer skissar Cohen upp en bild av den ideala deliberativa proceduren. Denna del är tänkt att fungera som en konkret modell som demokratiska institutioner ska spegla. De egenskaper som sådana institutioner bör ha är alltså:
1. Att deltagarna är fria, i två bemärkelser: att de är bundna endast av förutsättningarna och resultaten av överläggningarna och att de kan agera i enlighet med dessa resultat.
2. Att diskussionen är baserad på förnuftsskäl. Deltagarna försöker att med förnuftiga argument övertyga andra.
3. Att deltagarna är både formellt och substantiellt jämlika. De är formellt jämlika på så sätt att reglerna för överläggningen gäller lika för alla. De är substantiellt jämlika eftersom de faktiskt existerande styrkeförhållandena och ekonomiska förhållandena inte ger någon för- eller nackdel i överläggningen.
4. Att målet med överläggningarna ska vara att uppnå konsensus. Omröstningar är tillåtna, men konsensus är som sagt målet.

### Böcker
- 1983 – On Democracy (with Joel Rogers), Penguin Books, Middlesex, England.
- 1986 – Inequity and Intervention: The Federal Budget and Central America(with Joel Rogers), South End Press, Boston, 1986.
- 1986 – Rules of the Game (with Joel Rogers), South End Press, Boston, 1986.
- 1995 – Associations and Democracy (with Joel Rogers), London, Verso, 1995.
- Okänt publiceringsår – "A Free Community of Equals: Rousseau on Democracy," book ms., 225pp., forthcoming, Oxford University Press.

### Redigerade samlingar
- Punishment, ed. with A. John Simmons, Marshall Cohen, and Charles R. Beitz. Princeton University Press, 1995.
- Constitutionalism, Democracy, and State Power: Promise and Performance, four volumes, edited with Archon Fung. Edward Elgar, 1996.
- For Love of Country? Debating the Limits of Patriotism. Beacon Press, 1996. Second edition, 2002. [Spanish edition, Los límites del patriotismo, trans. Carme Castells. Paidós. 1999.]
- Is Multiculturalism Bad For Women?, ed. with Matthew Howard and Martha Nussbaum. Princeton University Press. 1999.
- The New Inequality, ed. with Joel Rogers. Beacon Press, 1999.
- Whose Vote Counts?, ed. with Joel Rogers. Beacon Press, 1999 (second edition, 2001).
- Are Elections for Sale?, ed. with Joel Rogers. Beacon Press, 1999 (second edition, 2001).
- A Community of Equals, ed. with Joel Rogers. Beacon Press, 1999. [Spanish edition, Una Comunidad de iguales, trans. Raúl Mejía and Verónica Lifrieri. Miño y Dávila. 2002.]
- Urgent Times, ed. with Joel Rogers. Beacon Press, 1999.
- Metro Futures, ed. with Joel Rogers. Beacon Press, 1999.
- Will Standards Save Education? ed. with Joel Rogers. Beacon Press, 2000.
- Do Americans Shop Too Much? ed. with Joel Rogers. Beacon Press, 2000.
- Beyond Backyard Environmentalism. ed. with Joel Rogers. Beacon Press, 2000.
- Is Inequality Bad For Our Health? ed. with Joel Rogers. Beacon Press, 2000.
- What’s Wrong With a Free Lunch? ed. with Joel Rogers. Beacon Press, 2001.
- Can We Put an End to Sweatshops? ed. with Joel Rogers. Beacon Press, 2001.
- Can Working Families Ever Win? ed. with Joel Rogers. Beacon Press, 2002.
- Islam and Toleration. ed. with Ian Lague. Beacon Press, 2002.
- A Way Out? ed. with Jeff Decker and Joel Rogers. Princeton University Press, 2002.
- Who Defended the Country?, ed. With Joel Rogers. Beacon Press, 2003.
- Islam and the Problem of Democracy. ed with Deb Chasman. Princeton University Press, 2003.
- A Marriage of Equals, ed. with Deb Chasman. Oxford University Press, 2004 (forthcoming)
- Work and Family. Ed with Deb Chasman. Oxford University Press. 2004 (forthcoming)

### Artiklar
På grund av det stora antalet artiklar är de här, för en bra överblick, numrerade utefter datum.
1. "After the Fall" (with Joel Rogers), Boston Review July-August, 1984.
2. "Changing Course in Central America," The National Reporter, vol. 9, no. 1, Winter 1985, pp. 28-30.
3. "Reflections on Rousseau: Autonomy and Democracy," Philosophy and Public Affairs, volume 15, no. 3, Summer 1986, pp. 275-97.
4. "Structure, Choice, and Legitimacy: Locke's Theory of the State," Philosophy and Public Affairs, volume 15, no. 4, Fall 1986, pp. 301-24; reprinted in John Locke, political philosophy, edited with introductions by Vere Chappell (New York, London : Garland Publishing, 1992 (Essays on early modern philosophers, v.8). pp. 27-50; The social contract theorists : critical essays on Hobbes, Locke, and Rousseau, edited by Christopher W. Morris (Lanham, Md., Oxford : Rowman & Littlefield, 1999 (Critical essays on the classics), pp. 143-166.
5. "An Epistemic Conception of Democracy," Ethics, October, 1986, pp. 26-38.
6. "The 1986 Election" (with Joel Rogers), Mainichi Shimbun, November 3, 1986 (in Japanese).
7. "Iranscam/Contragate" (with Joel Rogers), Mainichi Shimbun, February 20, 1987 (in Japanese).
8. "Deliberation and Democratic Legitimacy," in Alan Hamlin and Phillip Petit, eds., The Good Polity,     Blackwell, 1989. [Reprinted in Contemporary Political Philosophy: An Anthology, eds. Robert Goodin and Philip Pettit, Blackwell, 1997; Deliberative Democracy, eds. James Bohman and William Rehg, MIT Press, 1997; Democracy, ed. David Estlund (Oxford: Blackwell, 2002).]
9. "The Economic Basis of Deliberative Democracy," Social Philosophy and Policy, vol. 6, no. 2 (Spring 1989), pp. 25-50.
10. "'Reaganism' After Reagan" (with Joel Rogers), in Ralph Miliband and Leo Panitch, eds. Socialist Register 1988.
11. "'Reaganism' and the 1988 Election" (with Joel Rogers), Mainichi Shimbun, January 26, 1988 (in Japanese).
12. "Too Much of Nothing: American Politics Enters the Post-Reagan Era" (Parts 1, 2) (with Joel Rogers), Mainichi Shimbun, September 20, 27, 1988 (in Japanese).
13. "Going Nowhere Fast: The 1988 Elections in Perspective" (with Joel Rogers), Mainichi Shimbun, December 1, 1988 (in Japanese).
14. "Reply to Beehler" (with Joel Rogers), Canadian Journal of Philosophy, vol. 19, no. 4 (December 1989).
15. "Democratic Equality," Ethics, vol. 99 (July 1989), pp. 727-751. [Reprinted in The Development and Main Outlines of Rawls's Theory of Justice, eds. Henry Richardson and Paul Weithman (New York: Garland, 1999).]
16. "Knowledge, Morality, and Hope: The Social Thought of Noam Chomsky" (with Joel Rogers), New Left Review, 187 (May-June 1991): 5-27. (Also published in Noam Chomsky: Critical Assessments. Edited by Carlos P. Otero. London: Routledge. Vol. 3; and in translation as "Conocimiento, moralidad y esperanza: el pensamiento social de Chomsky," El Otro Derecho 7 (Enero de 1991): 71-98.)
17. "Democratic Ideals and Substantive Values: Dahl on Democracy," Journal of Politics 53, 1 (February 1991), pp. 221-25.
18. "Market Censorship," Agni, 31/32 (1990).
19. "The Politics of Dealignment" (with Joel Rogers), The Economist (Japan), January 1991.
20. "Moral Pluralism and Political Consensus," The Idea of Democracy, eds. David Copp, Jean Hampton, and John Roemer (Cambridge: Cambridge University Press, 1993), pp. 270-91.
21. "Maximizing Welfare or Institutionalizing Democratic Ideals," Politics and Society, 19, 1 (March 1991): 39-58.
22. "Minimalist Historical Materialism," in On The Track of Reason: Essays in Honor of Kai Nielsen, eds.      Rodger Beehler, David Copp, and Béla Szabados. Boulder: Westview Press, 1992.
23. "Okin on Justice, Gender, and the Family," The Canadian Journal of Philosophy, 22, 2 (June 1992): 263-86.
24. "The Gulf War and American Politics," Agni 34 (1991).
25. "Associations in Democratic Governance" (with Joel Rogers), Politics and Society, vol. 20, no. 4 (December 1992): 393-472 (published with replies by Ellen Immergut, Andrew Levine, Jane Mansbridge, Phillipe Schmitter, Wolfgang Streeck, Andrew Szasz, Iris Young). Reprinted in Spanish translation in Zona Abierta, 1998 (84-85): 3-123.
26. "Democracy and Associations" (with Joel Rogers), Social Philosophy and Policy, 10, 2 (Summer 1993): 282-312 (also published in Liberalism and the Economic Order, eds. Ellen Frankel Paul, Fred D. Miller, Jr., Jeffrey Paul. Cambridge: Cambridge University Press, 1993, 282-312.
27. "Associative Democracy" (with Joel Rogers), in Market Socialism: The Current Debate, eds. Pranab Bardhan and John Roemer. Oxford University Press, 1993.
28. "Freedom of Expression," Philosophy and Public Affairs, vol. 22, no. 3 (Summer 1993): 207-63 (revised version reprinted in The Idea of Toleration, ed. David Heyd. Princeton: Princeton University Press, 1996).
29. "Pluralism and Proceduralism," Chicago-Kent Law Review 69, 3 (1994): 589-618.
30. "A More Democratic Liberalism," Michigan Law Review 92, 6 (May 1994): 1503-46.
31. "Solidarity, Democracy, Association" (with Joel Rogers), in Wolfgang Streeck, ed., Staat und Verbände. Sonderheft der Politischen Vierteljahresschrift. Wiesbaden: Westdeutscher Verlag. Reprinted in Spanish translation in Zona Abierta, 1998 (84-85): 177-218.
32. "My Utopia or Yours? Comments on John Roemer's A Future for Socialism" (with Joel Rogers), Politics and Society 22, 4 (December 1994): 507-21. [Also in Equal Shares: Making Market Socialism Work, ed. Erik Olin Wright. London: Verso, 1996.]
33. "The Natural Goodness of Humanity," in Learning from the History of Ethics, eds. Christine Korsgaard, Barbara Herman, and Andrews Reath. Cambridge University Press, 1996.
34. "Sen on Equality," Journal of Philosophy (May 1995).
35. "Freedom, Equality, Pornography," in Justice and Injustice in Law and Legal Theory, ed. Austin Sarat and Thomas R. Kearns. University of Michigan Press, 1996, pp. 99-137. [Reprinted in Jessica Spector, ed., Prostitution and Pornography: Philosophical Debate About the Sex Industry in the U.S.Stanford University Press, forthcoming.]
36. "Procedure and Substance in Deliberative Democracy," in Democracy and Difference: Changing Boundaries of the Political, ed. Seyla Benhabib. Princeton University Press, 1996. [Reprinted in Deliberative Democracy, eds. James Bohman and William Rehg, MIT Press, 1997; Philosophy and Democracy, ed. Thomas Christiano, Oxford University Press, 2003, pp. 17-38; in Spanish translation in Metapolitica.]
37. "After Liberalism" (with Joel Rogers), Boston Review (April-May 1995). [Reprinted in the Political Economy of the Good Society Newsletter, March 1996; Voices of Mexico32 (July-September 1995); 45-53.]
38. “O Arco do Universo Moral,” Antropolitica, 1, 2 (July-December 1995).
39. “Remarks on Poverty and Inequality,” in Poverty and Inequality: A View From the Top, ed. Elisa Reis, forthcoming.
40. "No Way Out: American Politics in 1992" (with Joel Rogers), The Economist (Japan), January 1992.
41. "The Clinton Victory" (with Joel Rogers), The Economist (Japan), December 1992. [Also published in Links, February 1993.]
42. Review of Freedom and Independence by Judith Shklar, Philosophical Review, Volume 80, No. 2, pp. 288-295.
43. Review essay on Karl Marx's Theory of History: A Defence, by G.A. Cohen, Journal of Philosophy, May 1982, pp. 253-273.
44. Review of Spheres of Justice, by Michael Walzer, Journal of Philosophy, (August 1986), pp. 457-68. [Reprinted in translation as "Kommunitarismus und universeller Standpunkt," Deutsche Zeitschrift fuer Philosophie, 6 (1993): 1009-19; and as “El Comunitarismo y el punto de vista universalista,” in Agora 4 (1996), and La Politica 1 (1996).]
45. Review of Strong Democracy, by Benjamin Barber, Contemporary Sociology, pp. 1-4.
46. "The Worst and the Dumbest: Perspectives on the Reagan Era" (with Joel Rogers), Monthly Review, vol. 38, no. 8, January 1987, pp. 42-51 (review of books by David Stockman and Jeff McMahan).
47. Review of Adam Przeworski and John Sprague, Paper Stones, in Ethics (April 1988), pp. 596-98.
48. Review of Claus Offe, Contradictions in the Welfare State, in The Philosophical Review, 97, 3 (July 1988), pp. 435-40.
49. Review of Elizabeth Anderson, Value in Ethics and Economics, in Journal of Economic Literature (March 1995).
50. “Democracy and Liberty,” in Deliberative Democracy, ed. Jon Elster (Cambridge University Press, 1998).
51. “Fighting All Creation: Timmons Before the Court” (with Laurence Gold), Legal Times, January 13, 1997.
52. “The Arc of the Moral Universe,” Philosophy and Public Affairs 26, 2 (Spring 1997): 91-134; reprinted in Subjugation and Bondage, ed. Tommy Lott (Rowman and Littlefield, 1997).
53. “Directly-Deliberative Polyarchy” (with Charles Sabel), European Law Journal, vol. 3, no. 4 (December 1997): 313-42.
54. “Can Egalitarianism Survive Internationalization?” (with Joel Rogers), in Globalization, ed. Wolfgang Streeck (forthcoming).
55. “Habermas on Democracy,” Ratio Juris, 1999.
56. “Money, Politics, Political Equality,” Facts and Values, eds. Alex Byrne, Robert Stalnaker, Ralph Wedgwood, Festschrift for Judith Jarvis Thomson (MIT Press, 2001).
57. “Our Town” (with Joel Rogers), Linguafranca Book Review (March 1999).
58. “Egalitarianism, Internationalization, and Citizenship,” forthcoming in Portuguese translation, in RBCS (Brazil).
59. “For a Democratic Society,” Cambridge Companion to Rawls, ed. Samuel Freeman (Cambridge University Press, 2002), pp. 86-138.
60. “Taking People As They Are?,” Philosophy and Public Affairs, 30.4 (2001), 363-86.
61. “Power and Reason” (with Joel Rogers), in Archon Fung and Erik Olin Wright, eds., Deepening Democracy: Institutional Innovations in Empowered Participatory Governance (New York and London: Verso, 2003).
62. “Sovereignty and Solidarity in the EU” (with Charles Sabel), Governing Work and Welfare in a New Econony: European and American Experiments, Jonathan Zeitlin and David Trubek, eds., (Oxford: Oxford University Press, 2003), pp. 345-375. Reprinted in Public Governance in the Age of Globalization, ed. Karl-Heinz Ladeur (Ashgate Publishing: Aldreshot, 2004), 157-76.] [Italian translation: “L’Europa sociale vista dagli USA”]
63. “Privacy, Pluralism, and Democracy,” forthcoming in conference volume, Inland Northwest conference on law and philosophy (MIT Press 2004).
64. “John Rawls,” Boston Globe, December 1, 2002.
65. “Democracy and Development: Review of Stiglitz and Easterley” (with Joel Rogers), New Labor Forum, 2003. [Portuguese translation: “Globalização, crescimento e pobreza,” Econômica 5, 2 (December 2003): 331-41.
66. “Minimalism About Human Rights: The Best We Can Hope For?,” Journal of Political Philosophy, 12, 2 (2004): 190-213. [Reprinted in Theories of Rights, ed. Ten Chin Liew (Aldershot: Ashgate, 2006)]
67. “Deliberation and Participation,” with Archon Fung, forthcoming in Swiss Journal of Political Science.
68. “The Importance of Philosophy: Reflections on John Rawls,” South African Journal of Philosophy, 23, 2 (2004): 1-6.
69. “A Human Right to Democracy?”, forthcoming in Christine Sypnowich, ed., The Egalitarian Conscience (Oxford: Oxford University Press).
70. "¿Sufrir en silencio?," in El derecho a resistir el derecho, ed. Roberto Gargarella (Buenos Aires: Miño y Dávila, 2005), pp. 79-89.
71. “Extra Rempublicam Nulla Justitia?” (with Charles Sabel), Philosophy and Public Affairs (forthcoming).
72. “Liberty, Equality, Gender,” forthcoming in volume on Susan Okin, ed. Robert Reich and Debra Satz.
73. “Global Democracy?” (with Charles Sabel), New York University Journal of International Law and Policy (forthcoming).
74. “Deliberative Democracy: Reflections on the Empirics,” forthcoming in Can the People Decide? An Encounter Between Theory and Empirical Research, ed. Shawn Rosenberg.